# Карр, Уильям (гребец)
Уильям Джон Карр (англ. William John Carr; 17 июня 1876, Донегол, Ольстер — 25 марта 1942, Филадельфия, Пенсильвания) — американский гребец, чемпион летних Олимпийских игр 1900.
На Играх 1900 Карр участвовал только в соревнованиях восьмёрок. Его команда стала первой в полуфинале и финале, выиграв золотые медали.